# Victoriano Castán Guillén
Victorio Castán Guillén (Villanueva de Gállego, Zaragoza, 26 de marzo de 1912 - mayo de 1983) fue un militar y militante anarquista español.

## Biografía
Pintor de profesión, era un destacado militante de la Confederación Nacional del Trabajo (CNT) en Aragón. Tras el estallido de la guerra civil se alistó en la Columna «Carod-Ferrer», combatiendo en el Frente de Aragón. En abril de 1937 fue nombrado comandante de la recién creada 118.ª Brigada Mixta, unidad con la que intervino en la ofensiva de Huesca y en la batalla de Belchite. En 1938 fue ascendido al rango de teniente coronel y recibió el mando de la 66.ª División.
Al finalizar la contienda fue detenido e internado en el campo de concentración de Albatera. Sin embargo, logró escapar del campo de Albatera junto a su antiguo comisario, Saturnino Carod Lerín. Lograría pasar a Francia junto a su esposa e hijo pequeño, además de Saturnino Carod. En Francia tuvo diversos problemas con las autoridades. Durante la Segunda Guerra Mundial tuvo un papel activo en el seno de la Resistencia francesa contra la ocupación nazi.